# Wemaers-Cappel
Wemaers-Cappel är en kommun i departementet Nord i regionen Hauts-de-France i norra Frankrike. Kommunen ligger i kantonen Cassel som tillhör arrondissementet Dunkerque. År 2022 hade Wemaers-Cappel 229 invånare.

## Befolkningsutveckling
Antalet invånare i kommunen Wemaers-Cappel
| Referens: INSEE |